# Need for Speed: Undercover
Need for Speed: Undercover es la duodécima entrega de la popular serie de videojuegos de carreras Need for Speed, desarrollado por EA Black Box y distribuido por Electronic Arts. El videojuego cuenta con la presencia de la estrella de cine internacional Maggie Q, como la detective Chase Linh, uno de los principales personajes del videojuego, y también con la cantante y actriz Christina Milian, como Carmen.
Es el último videojuego de la saga Need for Speed para la consola PlayStation 2.

## Argumento

### Configuración
El modo de historia del juego ubica a Erick Prisman (el jugador) como un policía encubierto, el cual (bajo las órdenes de Chase Linh, agente del FBI) se infiltra a una supuesta red de contrabando y robo de vehículos. Para lograr adentrarse con las organizaciones, el jugador debe realizar algunas carreras y trabajos "especiales" para probar su lealtad y ganar la confianza de los jefes de las bandas.
El juego se desarrolla en la ciudad de Tri City Bay (sitio formado por 4 lugares: Palm Harbor, Port Crescent, Gold Coast Mountains, y Sunset Hills), contando con el Departamento de Policía de Tri-City Bay, con el objeto de detener las carreras ilegales y los trabajos de Erick. 
El único contacto del jugador con la policía es la detective federal Chase Linh, interpretada por Maggie Q, otro policía nombrado en el juego es el Lt. Jack Keller, interpretado por Paul Pape.

### Trama
Erick Prisman, un oficial de policía encubierto del Departamento de Policía de Tri-City Bay (TCBPD), es llamado a la estación de policía de Palm Harbor por su superior, el teniente Jack Keller (Paul Pape). Se informa a Erick que su investigación actual sobre el mundo de las carreras callejeras underground de la región se unirá a la inspectora Chase Linh (Maggie Q), un agente federal del FBI, que quiere acabar con un sindicato criminal internacional que opera en la región y que está involucrado en el contrabando de autos robados. El jugador recibe instrucciones de hacerse pasar por un nuevo corredor callejero y unirse a las principales carreras callejeras ilegales, además de ganar infamia con el TCBPD, para asegurarse la entrada al sindicato. Erick logra esto al ser reclutado en una pandilla que trabaja con el sindicato, dirigido por Hector Maio (Kurt Caceres) y su hermano Zack (Joshua Alba). Al mismo tiempo, se hacen amigos de Carmen Méndez (Christina Milian), miembro de la pandilla. Los hermanos asignan rápidamente a Erick para que les robe autos durante sus actividades de carreras. Al completar los trabajos, Chase le indica a Erick que arreste a la pandilla, incluidos los hermanos.
Con la pandilla de Hector fuera de acción, Erick es enviado a Sunset Hills para ser reclutado por una tripulación operada por GMAC (David Rees Snell), un ex oficial de policía de TCBPD, Rose Largo (Heather Fox), una estudiante de honor que se envolvió en el crimen y Brad "Nickel" Rogers (Lawrence B. Adisa), un ex boxeador agresivo. Mientras realiza carreras junto con trabajos para la tripulación, GMAC le indica a Erick que robe un automóvil de Chau Wu (Jack Yang), el líder del sindicato que Erick está investigando. Cuando Erick se enfrenta a Chau, se ofrece a pasar por alto el robo a cambio de la ayuda de Erick para recuperar un automóvil que perdió y que necesita, creyendo que fue robado por la tripulación de GMAC; una reunión con Carmen sugiere que el robo probablemente fue cometido por otra persona. Eventualmente, Erick recibe instrucciones de arrestar a GMAC y su equipo, aunque no puede ubicar el automóvil robado en su poder.
Poco después de arrestar al equipo de GMAC, Carmen se comunica con ellos y solicita una reunión. Al llegar a ella, ella revela que Zack y Hector, sin saberlo, le robaron el auto perdido a Chau, y les pide que se deshagan de él por ella. Chau se comunica rápidamente con Erick en el momento en que toma posesión y recibe instrucciones para entregarlo en un almacén, y se entera de que sabe que es un oficial de policía y que han secuestrado a Chase para obligarlo a cumplir. Al entregar el automóvil, Chase se revela como una agente federal corrupta, que estaba trabajando con Chau para recuperar el automóvil, ya que poseía evidencia vital de sus actividades y una cantidad considerable de efectivo. Antes de que Chau pueda deshacerse de Erick, Chase lo traiciona, lo asesina a él y a su secuaz, antes de incriminar a Erick por su asesinato mientras escapa con el dinero y las pruebas.
Erick se ve obligado a huir del TCBPD al ser buscado por los asesinatos, pero encuentra el apoyo de Keller. Siguiendo sus instrucciones, proceden a acabar con Chase antes de que pueda huir de la región, ya que es la única forma de limpiar su nombre. Después de arrestar con éxito a Chase, Keller elogia a Erick por su arduo trabajo para recuperar la evidencia y por lograr no olvidarse de sí mismos durante su trabajo encubierto, informándoles que Carmen hizo un trato con él a cambio de su testimonio contra los equipos arrestados. Algún tiempo después, Erick se encuentra con Carmen para llevarlo a la universidad local donde estudia como estudiante de medicina.

## Modos de juego

### Circuito
En las carreras de circuitos uno o más participantes recorren una ruta preestablecida más de una vez.

### Sprint
En las carreras de sprint o punto a punto se empieza en ciertos lugares del mapa, y se compite contra oponentes para llegar al punto de llegada que puede estar en cualquier lugar de la ciudad.

### Contrarreloj
Es una carrera de sprint individual en la que el corredor debe pasar por unos puntos de control en un tiempo determinado. Al pasar por cada punto se aumenta el tiempo para el siguiente.

### Batalla de autopista
En las batallas de autopistas dos jugadores compiten en una gran autopista con un tráfico muy pesado y, en algunos casos, gran actividad de la policía. Consiste en superar al adversario y puede ganarse de dos formas. La primera es superar al adversario por más de 300 M y la segunda es adelantar al oponente durante el tiempo requerido.

### Policías y ladrones
Es un modo de juego en línea disponible para la PS2 (en modo multijugador), PS3, Xbox 360, y PC. Aunque para la versión de Wii, estará disponible una versión fuera de línea como parte de su modo "Party Play". En este modo eres un policía tratando de atrapar a los ladrones antes de que entreguen un paquete, o bien un ladrón intentando entregar el paquete.

### Rebelión criminal
Es un modo en el que se persigue a los otros corredores con un Ford Mustang, un Porsche 911 o un Lamborghini Gallardo. Al avanzar en el juego se pueden conseguir más autos.

### Coste al estado
En este modo el jugador deberá causar tanto daño como le sea posible mientras compite recorriendo la ciudad, derribando cualquier cosa que se interponga en su camino como señales, semáforos, monumentos, coches, edificios en construcción o en reparación, etc. Para así deber al estado una cantidad determinada y luego escapar en un tiempo determinado.

### Demarraje
En este modo el jugador se enfrenta a un único oponente al cual debes dejar atrás. Las opciones de superar esta prueba son dos: esperar a que el cronómetro llegue a cero estando delante de tu rival o superarlo por más de 300 m. algo más complicado pero con lo que se podrá obtener el título de prueba dominada.

## Mapa
El juego se desarrolla en Tri-City Bay, un conjunto de ciudades que forman un distrito con 100 millas de autopista (siendo el mundo de Need For Speed más grande)
Esta urbe se divide en 4:
- Palm Harbor: Es una ciudad grande con muchas pistas y edificios, siendo la parte urbana de Tri-City Bay

- Port Crescent: Una zona marítima donde se encuentra una base naval y suburbios,

- Gold Coast Mountains: Es una zona de curvas y de trabajos de mantenimiento en Tri-City Bay. Básicamente son solo caminos.

- Sunset Hills: Un pequeño municipio donde hay una refinería, aserradero y muchos caminos de grava.

En las versiones de Wii y PS2, Tri-City Bay es una adaptación de la ciudad de Rockport (Need for Speed: Most Wanted) y no es tan grande como en las versiones de PC, PS3 y Xbox 360.

## Personajes
- Erick Prisman: Es el protagonista del juego (el jugador). Es un policía infiltrado en un negocio de autos robados y carreras callejeras, en que Chase Linh lo ayuda a saber más acerca de los corredores y como detenerlos.

- Chase Linh (Maggie Q): Es la detective del FBI encargada de detener a un grupo de corredores callejeros. Es muy fría y calculadora. Al final, resulta ser un personaje antagonista al asesinar a Chau Wu para obtener datos sobre los vehículos.

- Carmen Mendez (Christina Milian): Es la mecánica del taller, sexy, amable e inteligente, que empieza a tener mucha confianza en el protagonista, y es la única que se da cuenta del trabajo de Erick. Usa distintos autos del taller.

- Gregory "GMAC" McDonald: Es el dueño del taller y jefe del negocio negro, un gran corredor. Fue un policía de la TCPD, retirado por usar la tortura contra los detenidos.

- Rose Largo (Heather Fox, Dawn Olivieri (voz)): Es una mujer que tiene mucho que ver con los autos, es una corredora experta, y es una de los sublíderes del taller y el negocio negro, además de tener una relación con uno de ellos, Nickel.

- Brad "Nickel" Roggers (Lawrence B. Adisa): Es un ex boxeador violento y agresivo, novio de Rose, uno de los sublíderes del taller y el negocio negro y un gran corredor.

- Hector Maio (Kurt Caceres): Es uno de los corredores del taller, muy inteligente y astuto ladrón de autos.

- Zack Maio (Joshua Alba): Hermano de Hector, muy agresivo, competitivo y orgulloso, uno de los mejores corredores del taller y también muy buen corredor autos.

- Jack Keller: Es el teniente de la TCPD.

- Chau Wu: Es el jefe de la banda de contrabando de vehículos. Al final, es asesinado por Chase.

## Automóviles de los personajes
- 2006 Audi R8 4.2 FSI Quattro de GMAC.
- 2005 BMW M6 E63 de Chase Linh
- 2005 Chrysler 300C Hemi SRT8 de Zack Maio (versiones de Wii y PS2)
- 2007 Dodge Viper SRT-10 ZB-II de Nickel.
- 2004 Ford GT de GMAC.
- 2007 Lamborghini Gallardo de GMAC.
- 2004 Mercedes-Benz SL65 AMG R230 de Rose Largo.
- 2005 Mitsubishi Lancer Evolution IX MR-Edition de Hector Maio.
- 2008 Nissan 370Z Z34 de Hector Maio.
- 2006 Porsche 911 Turbo 997 de Chase Linh (versiones de Wii y PS2)
- 2007 Porsche 911 GT2 997 de Rose Largo
- 2008 Volkswagen Scirocco 2.0 TSI A5 de Zack Maio.

## Lista de vehículos
Juego original (PC, PS3 o XBOX 360):
- 2004 Aston Martin DB9
- 2006 Audi R8 4.2 FSI Quattro *
- 2006 Audi RS4 B7 *
- 2007 Audi S5 B8 *
- 2006 Audi TT Quattro 8J *
- 2000 BMW M3 E46 *
- 2007 BMW M3 E92 *
- 2006 BMW Z4 M E86 ***
- 2005 BMW M6 E63 *
- 2005 Bugatti Veyron 16.4 *
- 2006 Cadillac CTS-V *
- 2006 Chevrolet Camaro Concept
- 1966 Chevrolet Camaro SS 396
- 1970 Chevrolet Chevelle SS 454 *
- 2005 Chevrolet Corvette C6 Z06
- 1967 Chevrolet Corvette Sting Ray 427 C2 *
- 2006 Dodge Challenger Concept
- 1971 Dodge Challenger R/T 440 ***
- 1969 Dodge Charger R/T 426
- 2007 Dodge Charger SRT-8 Super Bee LX
- 2007 Dodge Viper SRT-10 ZB-II
- 1992 Ford Escort Cosworth RS *
- 2005 Ford Focus ST *
- 2004 Ford GT 5.4 i V8
- 2004 Ford Mustang GT S197
- 2006 Koenigsegg CCX ***
- 2008 Lamborghini Gallardo LP 560-4
- 2006 Lamborghini Murciélago LP 640
- 2007 Lexus IS-F *
- 2004 Lotus Elise 111R S2
- 2006 Mazda 3 Speed BK
- 1992 Mazda RX-7 FD3S
- 2006 Mazda RX-8 SE3P-II
- 1992 McLaren F1 6.1 i V12 *
- 2006 Mercedes-Benz CLS 63 AMG W219 *
- 2003 Mercedes-Benz SL65 AMG R230 ***
- 2006 Mercedes-Benz SLR McLaren 722 Edition C199
- 2005 Mitsubishi Lancer Evolution IX MR-Edition CT9A
- 2007 Mitsubishi Lancer Evolution X MR CZ4A *
- 1989 Nissan 240SX SE S13
- 2008 Nissan 370Z Z34 *
- 2007 Nissan GT-R CBA-R35 *
- 1999 Nissan Silvia Spec R Aero S15 *
- 1999 Nissan Skyline GT-R R34 V-Spec I
- 2005 Pagani Zonda F
- 1970 Plymouth Hemi 'Cuda
- 1965 Pontiac GTO 389 *
- 2006 Pontiac Solstice GXP *
- 2007 Porsche 911 GT2 997
- 2006 Porsche 911 GT3-RS *
- 2006 Porsche 911 Turbo 997
- 2003 Porsche Carrera GT 980
- 2005 Porsche Cayman S 987.1 ***
- 2008 Renault Mégane Coupé TCe 180 *
- 2008 Shelby Mustang GT 500 KR S0197-I *
- 1967 Shelby Mustang GT500 428
- 1998 Toyota Supra Turbo Targa S2 A80
- 2005 Volkswagen Golf R32 MK-5
- 2008 Volkswagen Scirocco 2.0 TSI A5 *

PS2 o Wii:
- 2004 Chrysler 300C Hemi SRT8 **

- 2005 Dodge Charger SRT-8 LX **

- 2002 Mercedes-Benz CLK 500 C209 **

- 2006 Mitsubishi Eclipse GT 4G DK2A **
- 2002 Infiniti G35 (V35) **

- 2002 Nissan Touring 350Z (Z33) **

- 2003 Renault Clio Sport V6 Phase III **

Notas:
(*) Solo aparecen en las versiones de PC, PS3 y Xbox 360.
(**) Solo aparecen en las versiones de Wii y PS2.
(***) en PC, PS3 y Xbox 360 disponible en la versión Collector's Edition.

## Policía
El cuerpo de policía encargado es el TCBPD (Tri-City Bay Police Departament), denominado en español (Departamento de Policía de Tri-City Bay) teniendo divisiones de niveles acorde al nivel del conductor (en este juego la presión solo aumenta la dificultad de las tácticas policíacas) y cuenta con las siguientes patrullas.
- Unidades Civiles: Son las unidades Civic Cruiser (basados en el Ford Crown Victoria) elementales de la TCBPD. Son muy rápidas, pero muy frágiles y fáciles de perder cuando el jugador es experto. En las versiones de Wii y PS2 aparecen las unidades civiles de incógnito.
- Unidades Estatales: Unidades basadas en el Dodge Challenger (Ford Mustang en las versiones de Wii y PS2) cuyas habilidades son de rapidez y peso, siendo unidades que aparecen en Palm Harbor y en autopista.
- Unidades Superestatales: Unidades Nissan GT-R (Lamborghini Gallardo en las versiones de Wii y PS2) modificadas para proporcionar más rapidez y gracias a su ligereza, pueden realizar maniobras mucho más agresivas e impactar al jugador. En los bloqueos pueden llegar a usar bandas de clavos, las cuales inhabilitan al jugador desinflando los neumáticos.
- Unidades Federales: Unidades Porsche 911 Turbo (Porsche 911 GT2 en Wii y PS2) acompañadas de camionetas Rhino (unidades "todoterreno") que combinan la rapidez para realizar bloqueos y maniobras superiores en cuanto a agresividad, impactando y derribando al jugador. En los bloqueos pueden llegar a usar bandas de clavos, las cuales inhabilitan al jugador desinflando los neumáticos. El juego también cuenta con la presencia de helicópteros policiales para rastrear al jugador de forma más rápida.

Este juego es el último en usar el modelo Cruiser de Patrullas civiles, siendo el primero "Need For Speed: Most Wanted". También es el último juego en aplicar las órdenes de imposición y los embargos de coches, pues en juegos posteriores donde se aplican multas (Need for Speed 2015 o Need for Speed: Heat) únicamente se procede a pagarlas sin riesgo de embargo.

## En línea
EA ha confirmado que habrá un nuevo modo en línea con el nombre de "Policías y ladrones", donde ocho jugadores están divididos en dos equipos de cuatro. Un equipo, los ladrones tendrán que entregar un paquete a un punto de entrega en numerosas ocasiones, mientras que el otro equipo, la policía tratara de evitar el transporte de dicho paquete. Los equipos alternaran entre ser policías y ser ladrones. También habrá los modos regulares de carreras en línea presentes en los anteriores NFS, tales como juegos de sprint, circuito y punto a punto junto con el nuevo modo Batalla de Carreteras. Otra nueva modalidad se llama "Costo para el Estado", en el que los jugadores deben tratar de destruir la mayor cantidad de bienes posible.

## Personalización
La personalización de los coches será muy parecida a la de Need for Speed: ProStreet y ha sido mejorado en cuanto al nivel de las gráficas y de detalles. La nueva paleta de colores y los colores mates han sido añadidos con grandes mejoras. También tendrá las piezas de "Autosculpt" como en Need for Speed: Carbon. Adicionalmente, puedes ganar puntos de reputación para participar en nuevas misiones, es muy fácil, solo debes jugar las misiones alternativas o realizar maniobras agresivas durante las persecuciones con los policías lo cual añade un poco más de emoción al modo de juego.